# Центральний військовий універсальний магазин
Центральний військовий універсальний магазин (Воєнторг на проспекті Перемоги) — це військовий універмаг, що діяв ще з радянських часів. Він був розташований в Києві на Берестейському проспекті (раніше «проспект Перемоги»), будинок 17. Нині будівля на реконструкції і Військторг реорганізовано в приватні підприємства.

## Історія будівлі
Будівлю в стилі модерн було збудовано у 1950—1960 роках спеціально для створення у ній універмагу Військторг в УРСР (м. Київ)
Площа будівлі становила 1700 м² та займала два поверхи будівлі.
Під час Олімпіади 1980 року влада прикрасила будинок військторгу мозаїкою, яка викладена невідомим архітектором на торці будівлі. У 2010 році розпочалася реконструкція будівлі військторгу.

## Доба Незалежності
Після розпаду СРСР, військторг на проспекті Перемоги став єдиним державним військовим універмагом незалежної України.
У 2010 році столична влада вирішила реконструювати будівлю Військторгу до Чемпіонату Європи з футболу 2012. Військторгу довелося покинути будівлю.

## Наступники Військторгу
Після реорганізації державного Військторгу стало не так просто знайти в Україні необхідні товари для військовослужбовців. Першим і найбільшим магазином став «Воєнторг ДіСі», який у 1992—2010 роках був основним постачальником товарів до державного військторгу на проспекті.

### Відкриття мережі магазинів Військторгу по Києву
- Липень 2001 року — «Воєнторг ДіСі» на Дарницькій площі, просп. Соборності, 1.
- Вересень 2008 року — «Воєнторг ДіСі» на станції метро «Почайна», проспект Степана Бандери, 8.
- Липень 2009 року — «Воєнторг ДіСі» на станції метро «Арсенальна», площа Слави, вул. Івана Мазепи, 16—18 / 29.
- Листопад 2009 року — «Воєнторг ДіСі» на станції метро «Чернігівська», вул. Попудренка, 46/2.